# Xenorhiza krombeini
Xenorhiza krombeini är en biart som beskrevs av Hirashima 1996. Xenorhiza krombeini ingår i släktet Xenorhiza och familjen korttungebin. Inga underarter finns listade i Catalogue of Life.